# Ignacio León y Escosura

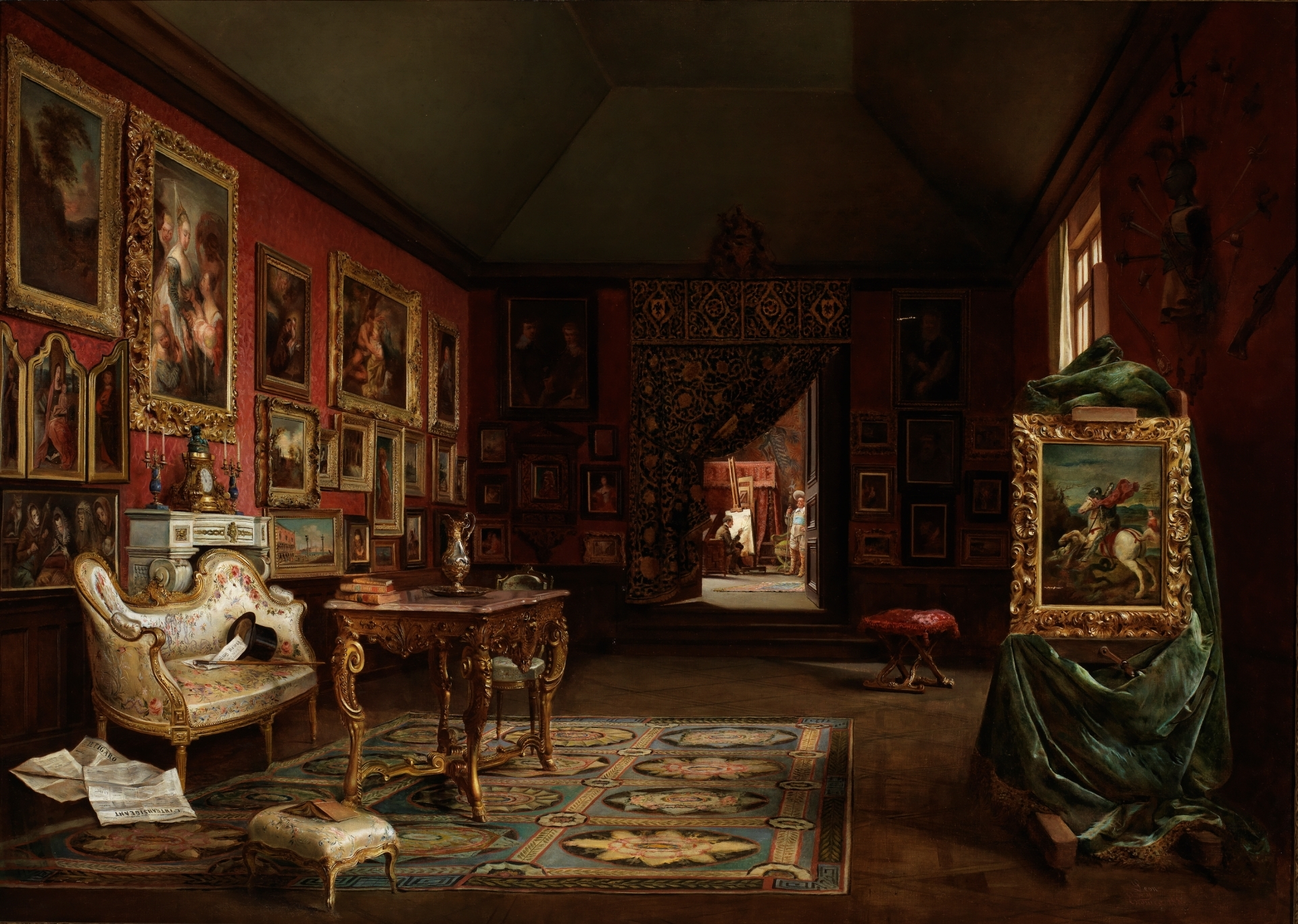
Studio del pittore, 1888, olio su tela, 81 x 115 cm, Madrid, Museo del Prado. L'aneddoto della scena di sfondo, in cui León y Escosura è rappresentato davanti al cavalletto mentre dipinge un modello di vestito alla moda del XVII secolo, funge da scusa per mostrare lo studio dell'artista a Parigi, con le pareti piene di dipinti, tra cui una copia di "San Giorgio e il drago" di Raffaello e, a sinistra, la cosiddetta "Familia del Greco" Real Academia de Bellas Artes de San Fernando, che all'epoca era considerata opera del cretense.

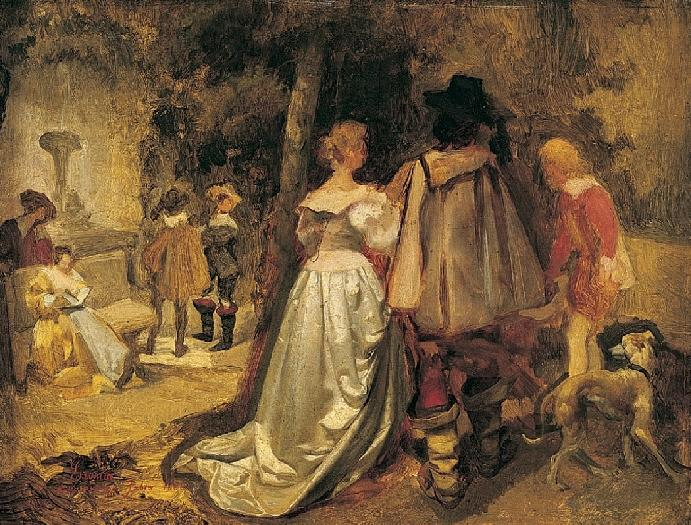
Scena nel parco nel XVII secolo. Olio su tela, 28,5 x 36,5 cm, Museo di Zamora. Firmato: Escosura a su amigo Fabra 1866. La factura abocetada aleja este estudio del pulido y minucuioso acabado propio de la pintura de tableautin, con la que por asunto se relaciona.

Ignacio León y Escosura (Oviedo, 1834 – Toledo, 1901) è stato un pittore, antiquario e collezionista d'arte spagnolo.

## Biografia
Era figlio di un agente delle dogane e iniziò a studiare pittura alla Scuola di belle arti di La Coruña con Juan Pérez Villaamil, che gli consigliò di proseguire gli studi a Madrid, presso la Real Academia de Bellas Artes de San Fernando, dove ebbe come insegnante Federico de Madrazo. Dal 1860 iniziò a presentare le sue opere alle mostre nazionali di belle arti. Nel 1862 ricevette la menzione d'onore per "Un almuerzo", acquisito dal governo per il Museo Nazionale (Museo del Prado, in deposito presso il Museo La Rioja) e nel 1864 per Un paseo en Aranjuez en tiempos de Felipe IV (Museo del Prado, in deposito al Museo San Telmo) opera molto rappresentativa di quelli che saranno i tuoi temi e ambienti preferiti, in cui si nota lo studio dell'opera di Diego Velázquez e dei velazqueños realizzati nel Museo del Prado. Sempre nel 1864 concorse, senza successo, per il premio Roma, con il tema obbligatorio di La risurrezione della figlia di Giairo, elogiato comunque per il suo colore. Nel 1865 si stabilì a Parigi, dove fu allievo di Hippolyte Lazerges. Lo stesso anno presentò al salone degli Champs Elysees l'opera intitolata La mantilla, tipo de mujer del sur de España. Un anno dopo passò allo studio di Jean-Léon Gérôme ed espose tre opere, nei saloni di Madrid e Parigi, particolarmente apprezzata dalla critica quella intitolata La narración de las campañas, premiata a Madrid con medaglia d'argento.
La frequentazione con Gérôme gli facilitò l'ingresso nel circuito commerciale di Adolphe Goupil, uno dei più influenti mercanti d'arte ed editore del suo tempo, poiché acquistava le opere dagli artisti con i diritti di riproduzione per facilitarne la diffusione . Dal 1867 - quando viveva in uno degli studi dell'hotel con galleria di pittura che Goupil aveva in rue Chaptal per ospitare i giovani artisti che desiderava promuovere - e fino al 1872, León y Escosura vendette diciotto dipinti a Goupil. I suoi temi, ambientati nella storia ma spogliati del carattere eroico con cui erano stati trattati dai grandi maestri del genere, erano quelli del dipinto di tableautin o di casacón alla moda di Ernest Meissonier, il pittore più ricercato del momento a cui i critici avrebbero frequentemente associato León y Escosura: scene di taverne con moschettieri o soldati della moda del XVII secolo, con influenze anche sulla luce della pittura d'interni olandese, aneddoti insignificanti con grandi figure dell'età d'oro, che nel caso di Escosura erano spesso artisti (Tiziano, Velázquez e Murillo tra gli altri) e abbaglianti scenari rococò, molto atti a mostrare la luminosità dei tessuti con l'eleganza aristocratica dell'Ancien Régime, in cui aveva fissato il suo sguardo per prendere come modello la borghesia ascendente del Secondo Impero francese.
In sintonia con le rivoluzioni, nonostante i buoni rapporti con commercianti e clienti facoltosi, dopo il trionfo della Gloriosa il Diario Oficial de Avisos de Madrid riferì, il 3 novembre 1868, l'arrivo all'hotel de Parigi, alla Puerta del Sol, del "famoso artista León y Escosura, che ha l'incarico di realizzare alcuni dipinti, che rappresentino gli eventi recenti della nostra rivoluzione e che includeranno i generali Prim, Serrano, ecc.". Non ci sono altre notizie di questi dipinti e del suo soggiorno a Madrid in questa occasione, in cui colse l'occasione per tornare come copista al Museo del Prado. Dovette essere breve, perché nel 1869 espose di nuovo a Parigi e alla prima Esposizione universale di Belle Arti a Monaco, a cui partecipò con il dipinto Felipe IV presentando Rubens a Velázquez, probabilmente uno dei numerosi dipinti di Escosura conservati nella Galleria Parmeggiani di Reggio Emilia. Ma allo scoppio della guerra franco-prussiana rimase con Raimundo de Madrazo a Parigi, abbandonata dalla maggior parte degli artisti stranieri, e fu testimone degli eventi rivoluzionari della Comune di Parigi. Grazie, sembra, alla sua amicizia con un barelliere fu in grado di assistere ad alcuni dei combattimenti di strada in prima linea, che ha lasciato riflesso in La rue de Rivoli en la mañana del 23 de mayo con l'incendio del Palazzo delle Tuileries, dove si autoritrasse prendendo appunti sulle ginocchia nascosto dietro un pilastro e davanti al cadavere di un cittadino della comune abbandonato nel mezzo della strada desolata.

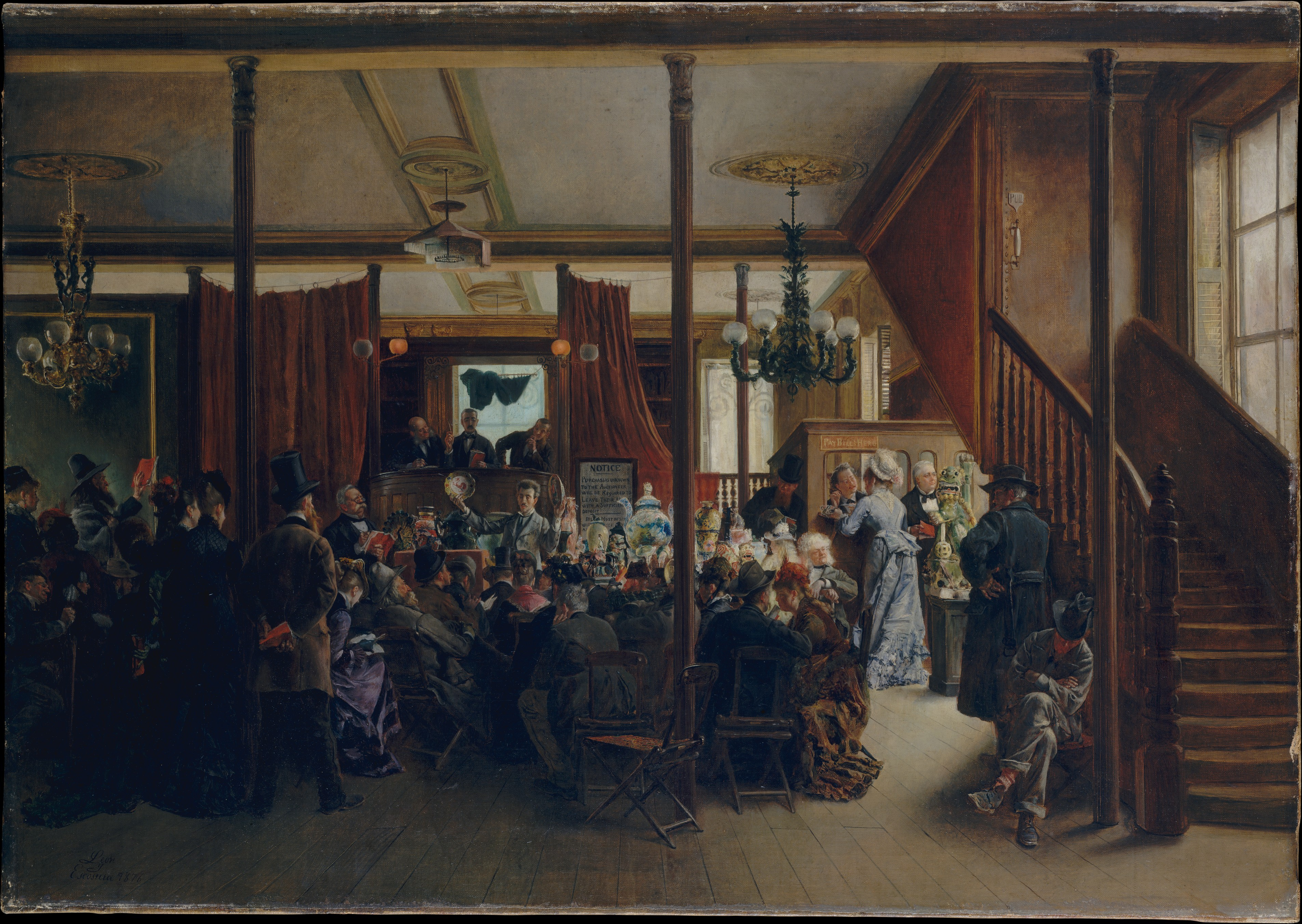
Una subasta en Clinton-Hall, Nueva York, 1876. Olio su tela, 56,8 x 80,3 cm, New York, Metropolitan Museum of Art.

Attraverso la mediazione del mercante statunitense stabilito a Parigi, George A. Lucas, che nel 1869 gli aveva comprato un dipinto, contattò Samuel P. Avery, che in seguito sarebbe stato il fondatore del Metropolitan Museum of Art. Nell'estate del 1872 Avery ed Escosura si incontrarono a Londra, dove Escosura presentò all'Esposizione universale il già famoso Rue de Rivoli, che sarebbe stato infine acquisito dallo statunitense per 4000 franchi. Inoltre, Avery, che aveva già acquisito alcune opere minori di Escosura, gli commissionò  altri due dipinti con aneddoti storici: uno di grandi dimensioni che rappresentava Carlos I y Van Dyck, per il quale avrebbe pagato 10 000 franchi e un altro minore con il tema di María reina de Escocia prisionera. Fu l'inizio di un rapporto duraturo in cui, secondo le annotazioni del diario di Avery, erano frequenti nuove acquisizioni e visite alla bottega del pittore che, nel 1876, lo ritrasse nella sua galleria di New York, tela dedicata «all'amico SP Avery." Quasi trenta delle sue opere furono esposte, tra il 1867 e il 1877, in alcune mostre tenute negli Stati Uniti, dove si recò tre volte.
Non mancò di essere presente ai saloni annuali di Parigi e Madrid. In quello degli Champs Elysees del 1877 presentò Una subasta en Clinton-Hall, Nueva York (New York, Metropolitan Museum of Art), del quale il Moniteur des Arts scrisse che era "opera composta e dipinta con un'arte compiuta". Nel 1888, tuttavia, lasciò il salone ufficiale per quello degli indipendenti, in cui si presentò con un folto gruppo di opere che, con i loro titoli, si rivelarono ancora tableutins. Ancorato ai gusti che erano prevalsi sotto il Secondo Impero, la sua presenza all'Esposizione Universale di Parigi del 1889, all'interno della rappresentanza spagnola, era già stata accolta freddamente dalla critica, nonostante avesse ricevuto una menzione d'onore.
Appassionato di oggetti d'antiquariato, con i quali era solito dare alle sue opere cornici scenografiche con un'apparenza di veridicità storica, era anche un viaggiatore, che spesso intraprendeva allo scopo di documentare e acquisire oggetti d'antiquariato e oggetti di diverse culture da utilizzare nei suoi dipinti, riuniti nel suo studio nel Palacio de Alluye, accanto al Castello di Blois, dove nel 1874 fu installata una notevole collezione di opere artistiche. Nel 1880 scrisse a Emilia Pardo Bazán, testimoniando il suo carattere itinerante:
(Ignacio Leon y Escosura)

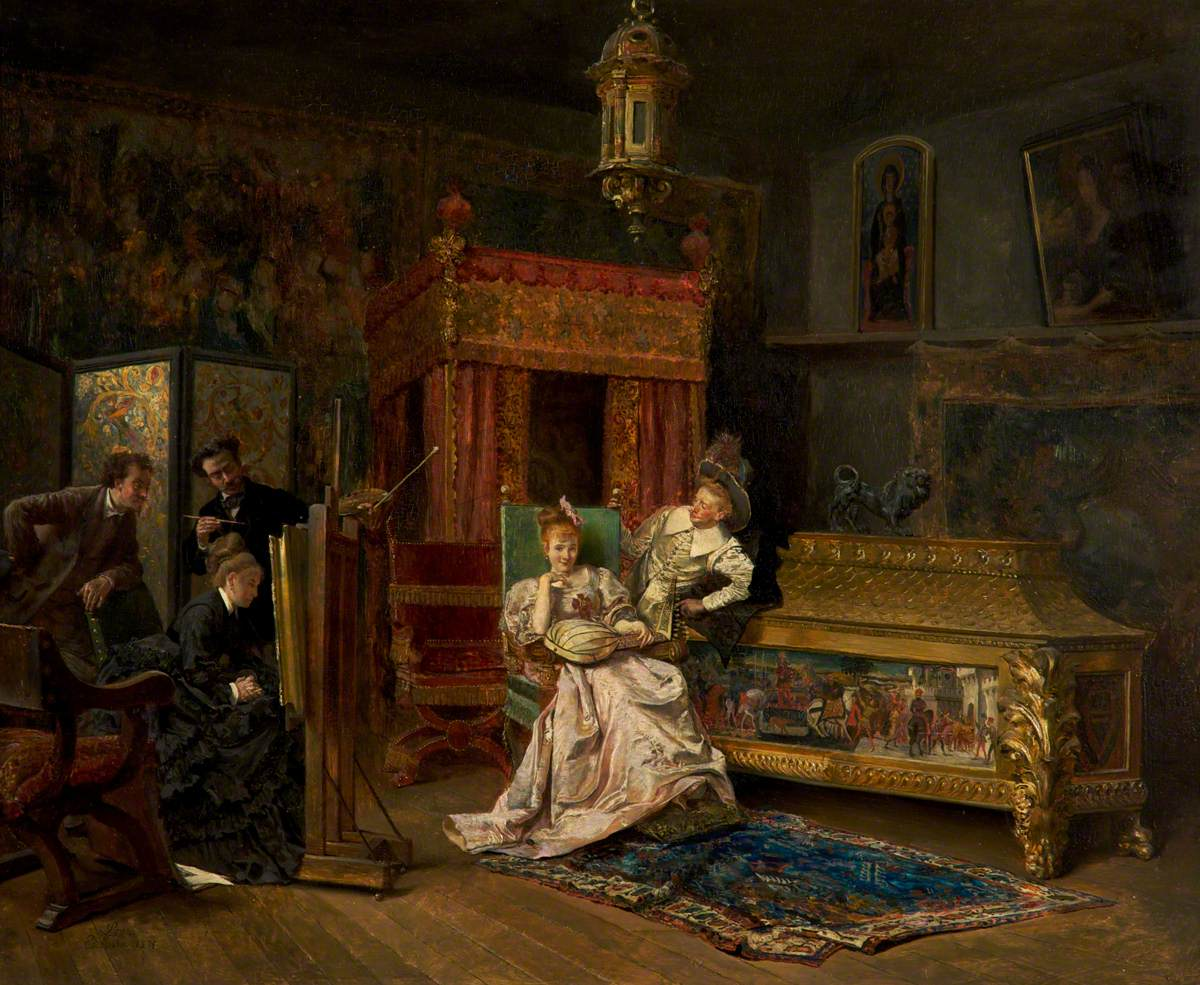
Estudio del pintor, 1876. Olio su tavola, 48,5 x 60 cm, Touchstones, Rochdale Arts & Heritage Service. Nella decorazione di questa caratteristica composizione di León y Escosura, con la visita di due estimatori nello studio del pittore, si distingue la cassa nuziale con il dipinto di un Triunfo della scuola fiorentina, nella parte anteriore, attribuito a Giovanni di Ser Giovanni e esposto presso la Galleria Parmeggiani di Reggio Emilia, dove è conservato insieme a un'importante collezione di dipinti e oggetti d'antiquariato dello studio parigino del pittore.

Conobbe e frequentò il barone Jean-Charles Davillier con cui viaggiò attraverso la Spagna settentrionale. Nella primavera del 1880 arrivò a Santiago di Compostela per copiare alcuni dei suoi monumenti e tornò in autunno per dipingere il Pórtico de la Gloria che fa da sfondo a una delle opere più apprezzate della sua produzione: Les marquises quêteuses au Moyen Áge (Las marquesas limosneras en la Edad Media) della collezione Masaveu. Ambientato, nonostante il suo titolo, nel XVI secolo, con i personaggi vestiti alla moda di quel secolo, evidenzia la capacità del pittore di riprodurre l'architettura del portico in complessa disposizione obliqua a destra della tela.
Al Salone degli indipendenti del 1890 presentò Una galería de cuadros en París en la calle Faisanderie, la sua, che poteva corrispondere al dipinto intitolato Sala de la casa Parmeggiani della Galleria di Reggio Emilia, dove appaiono alcuni dei dipinti presenti anche nello Estudio del pintor del Museo del Prado, come la tela della Familia del Greco, ora alla Royal Academy of Fine Arts, o una falsa veduta veneziana alla maniera del Canaletto e un ugualmente falso Paisaje flamenco conservato nella galleria reggiana.
Quando risiedeva a Parigi, Escosura sposò Marie Augustine Thérèse Marcy-Filieuse, figlia di Marie Marcy e Victor Filieuse, proprietari di un negozio di antiquariato, la Galleria Marcy - Curiosités-Object d'art, étoffes & tableau ancien' -, fondata nel 1870, di cui Marie Augustine era la principale responsabile. Nel 1891, a Londra, conobbe Luigi Parmeggiani, un giovane anarchico italiano implicato in un attentato contro i lavoratori socialisti nella sua nativa Reggio Emilia. Parmeggiani, noto come le beau Louis, conduceva una vita lussuosa a Londra senza alcuna occupazione nota. In violazione di un precedente ordine di espulsione, nel 1892 si recò in Francia, entrando in contatto, nel settore dell'antiquariato, Marcy-Escosura. Quindi tornò a Londra dove fondò una prestigiosa attività di antiquariato presentandosi come il fratello di Marie Augustine e facendosi chiamare Louis Marcy. Nel 1901, lo stesso anno in cui Escosura morì a Toledo nel corso di uno dei suoi viaggi, iniziarono le voci sulla dubbia origine degli oggetti commercializzati da Marcy. Indagato da Scotland Yard, Parmeggiani fu costretto a riconoscere la sua falsa identità, ma nel 1905 fu assolto da una rapina a Londra quando fu in grado di dimostrare che i suoi pezzi provenivano dalla collezione Escosura. A Parigi, tuttavia, giunsero alla stampa voci che parlavano di contraffazioni e che coinvolgevano direttamente o indirettamente Escosura. Pertanto, il quotidiano Le Temps pubblicò, il 23 marzo 1903, un articolo dal titolo "Le Vélasquez de M. Escoussoura" in cui si affermava che, come era stato detto da un noto pittore, membro della giuria del salone di quell'anno, il Velázquez della collezione La Caze, di proprietà di Louvre, era in realtà un falso, dipinto in gioventù da Escosura:
(Le Temps)
Morta Marie Augustine Marcy, nel 1918, Parmeggiani sposò Anna Detti, figlia del pittore Cesare Augusto Detti e Juliette Marcy, sorella minore della vedova di Escosura, e nel 1924 tornò a Reggio Emilia, dove fece costruire un palazzo neogotico nel quale allestì la sua collezione di arte e antiquariato con parte della collezione Escosura - un'altra parte era stata messa all'asta a New York nel 1880 -, tra rinnovati dubbi sull'autenticità dei pezzi della colección Marcy sparsi tra musei e collezioni private.